# Шлях у нікуди
«Шлях у нікуди» («Destination Anywhere») — американський телефільм 1997 року, знятий режисером Марком Пеллінгтоном.

## Сюжет
Джон і Джені важко переживають загибель своєї дочки. Джейні заливає горе алкоголем, Джон проводить час у казино і стрип-барах, збільшуючи свої борги, тим самим ставлячи своє життя під загрозу. У черговий свій візит додому Джон намагається налагодити стосунки з Джейні, але все марно. Усе змінюється, коли в лікарню, в якій працює Джейні, привозять покинуту дитину.

## У ролях
- Джон Бон Джові — Джон
- Демі Мур — Джені
- Аннабелла Шиорра — Дороті
- Кевін Бейкон — Майк
- Нікі Попс Анест — «Губи лева»
- Ольга Барбато — Белла
- Вупі Голдберг — таксист
- Лія Рубіно — привид, дівчина
- Вінні Велла — зла людина
- Сідні Енніс — гравець у доміно
- Ерні Ф'єррон — гравець у доміно
- Деніза Фей — головний стрипер
- Пол Д'Амато — проповідник
- Вільям Престон — бездомний
- Гаррі Багін — бармен
- Шон Ем Флінн — помічник офіціанта
- Сью Сіммонс — ведучий новин
- Дін Шепард — ведучий новин
- Річард Спор — відвідувач бару
- Джеррі Роберт Бірн — відвідувач бару
- Рокко Турсо — відвідувач бару
- Алекс Джонсон — відвідувач бару
- Кайла Альф — малюк
- Раян Тума — малюк у лікарні
- Дірдре Льюїс — повія
- Гарольд Мейсон — чоловік в інвалідному візку
- Етельмі Мейсон — жінка в інвалідному візку
- Майкл Макван — поліцейський
- Маршалл Мітчелл — перехожий
- Кетерін Гортон — покупець
- Клінт Чін — корейський робітник
- Джеррі Ігарасі — корейський робітник
- Роен Квін — таксист
- Маршалл Фактора — таксист
- Джефф Дерокер — батько в парку
- Сі Алі — мати в парку
- Кейтлін Дерокер — дівчинка в парку
- Джек Геммел — відвідувач клубу
- Джордж Ф. Міллер — епізод

## Знімальна група
- Режисер — Марк Пеллінгтон
- Сценаристи — Стюарт Кон, Том Горай, Марк Пеллінгтон
- Оператор — Боббі Буковскі
- Композитор — Джон Бон Джові
- Художник — Марк Фрідберг
- Продюсери — Аннетт Дешотелс, Еллен Дакс, Том Горай, Білл Гоар, Доун Роуз
- Монтаж — Лео Тромбетта
- Кастинг-директор — Еллен Ченует